# Пески (городской округ Шатура)
Пески — село в Шатурском муниципальном районе Московской области. Входит в состав Дмитровского сельского поселения. Население — 4 чел. (2013).

## Расположение и транспорт
Село Пески расположено в южной части Шатурского района, расстояние по автодорогам до МКАД порядка 145 км, до райцентра — 32 км, до центра поселения — 11 км.
Ближайшие населённые пункты — деревни Пиравино, примыкающее к юго-западу, и Новосельцево с северо-запада.
В последней находится автобусная остановка, откуда можно добраться до Шатуры и Дмитровского Погоста.
Высота над уровнем моря 136 м.

## Название
В письменных источниках село упоминается как Заболотье или Пески. Также некоторое время село называлось Пески (Новосельцево) по названию соседней деревни Новосельцево.
Название Пески связано с грунтом местности.

## История

### До 1917 года
В начале XX века была построена деревянная церковь Троицы.
В 1905 году село Заболотье (Пески тож) относилось к Горской волости Егорьевского уезда. В селе жили священнослужители и церковнослужители, имелись смешанная церковно-приходская школа и казённая винная лавка. Ближайшее почтовое отделение и земская лечебница располагались в селе Дмитровский Погост.

### 1917—1991
В 1922 году Егорьевский уезд вошёл в состав Московской губернии, деревня попала в Дмитровскую волость.
С 1925 года село стало центром Пиравинского сельсовета.
В 1926 году в селе имелись школа 1-й ступени и отделение единого потребительского общества.
В ходе реформы административно-территориального деления СССР в 1929 году деревня вошла в состав Дмитровского района Орехово-Зуевского округа Московской области. В 1930 году округа были упразднены, а Дмитровский район переименован в Коробовский.
В 1934 году церковь разобрали и перевезли в Дмитровский Погост на строительство клуба.
С 1954 года село передано Пестовскому сельсовету.
С 1959 года село входит в Дмитровский сельсовет.
3 июня 1959 года Коробовский район был упразднён, Дмитровский сельсовет передан Шатурскому району.
С конца 1962 года по начало 1965 года село Пески входило в Егорьевский укрупнённый сельский район, созданный в ходе неудавшейся реформы административно-территориального деления, после чего село в составе Дмитровского сельсовета вновь передано в Шатурский район.

### С 1991 года
В 1994 году Дмитровский сельсовет был преобразован в Дмитровский сельский округ.
В 2005 году образовано Дмитровское сельское поселение, в которое вошло село Пески.

## Население
| 1905 | 1926 | 1970 | 1993 | 2002 | 2006 | 2010 | 2011 |
| ---- | ---- | ---- | ---- | ---- | ---- | ---- | ---- |
| 17   | ↗18  | ↘5   | ↘2   | ↗12  | ↘7   | ↘6   | ↗17  |
| 2013 |      |      |      |      |      |      |      |
| ↘4   |      |      |      |      |      |      |      |

В 1905 году в селе проживало 17 человек (3 двора, 7 муж., 10 жен.).
В 1926 году — 18 человек (4 хозяйства, 6 муж., 12 жен.).
По результатам переписи населения 2010 года в деревне проживало 6 человек (4 муж., 2 жен.).